# Cantó de Noguièrs
El cantó de Noguièrs és un cantó francès del departament dels Alps de l'Alta Provença, situat al districte de Forcauquier. Té 7 municipis i el cap és Noguièrs.

## Municipis
- Bevonç
- Chastèunòu-Miravalh
- Curèu
- Noguièrs
- Leis Amèrgues
- Sant Vincènç de Jabron
- Vaubèla

## Història
| Data d'elecció                           | Identitat         | Partit                               | Qualitat |
| ---------------------------------------- | ----------------- | ------------------------------------ | -------- |
| 1961-197.                                | M. Bruschini      | FGDS, després PS                     |          |
| 197.-1979                                | M. Marin          | PS                                   |          |
| 1979-2004                                | Paul Bernard      | Divers droite, després Divers gauche |          |
| 2004-                                    | Pierre-Yves Vadot | PS                                   |          |
| les dades anteriors no són pas conegudes |                   |                                      |          |
|                                          |                   |                                      |          |

| 1962 | 1968 | 1975 | 1982 | 1990 | 1999  | 2006  |
| ---- | ---- | ---- | ---- | ---- | ----- | ----- |
| 683  | 779  | 721  | 784  | 872  | 1.099 | 1.190 |